# Ado (futebolista)
Eduardo Roberto Stinghen, mais conhecido como Ado (Jaraguá do Sul, 4 de julho de 1946), é um ex-futebolista brasileiro que jogava como goleiro.

## Carreira
Iniciou sua carreira futebolística em 1964, jogando pelo time do Londrina. Em 1969, o técnico da Seleção Brasileira, João Saldanha, compareceu ao jogo de Coritiba x Londrina (em 1° de junho de 1969) para observar o goleiro alviverde, porém, impressionou-se por Ado, que defendia o gol do tubarão londrinense.
Neste mesmo ano, Stinghen chegou ao Corinthians comprado por 60 mil cruzeiros, onde viveu seus anos mais brilhantes e foi convocado para a Copa do Mundo de 1970, sendo campeão com a Seleção, como reserva do goleiro Félix.
Além de Londrina e Corinthians, Ado também defendeu América-RJ, Atlético Mineiro, Portuguesa (estreou em 25/4/1976, contra o Corinthians), Velo Clube, Fortaleza, Pelotas, Ferroviário e Bragantino, onde encerrou sua carreira em 1984.
Atualmente dirige a escolinha de futebol Ado Soccer na cidade de Barueri, em São Paulo.

## Títulos

### Seleção Brasileira
- Copa do Mundo: 1970

#### Corinthians
- Torneio do Povo: 1971

América-RJ
- Taça Guanabara: 1974